# Rudolf Bommer
Rudolf Bommer detto Rudi (Aschaffenburg, 19 agosto 1957) è un allenatore di calcio ed ex calciatore tedesco, di ruolo centrocampista.

## Carriera

### Giocatore

#### Club
Bommer iniziò la carriera con il Fortuna Düsseldorf, con cui giocò per otto stagioni prima di passare al Bayer Uerdingen dove rimase tre anni. In seguito scese di categoria per militare nella squadra della sua cittadina di nascita, il Viktoria Aschaffenburg. A 35 anni gioca ancora in Bundesliga nell'Eintracht Francoforte, con cui disputa 84 incontri in cinque anni, nei quali svolge anche il ruolo di assistente tecnico.

#### Nazionale
Con le Nazionali giovanili ha fatto parte della spedizione tedesca ai giochi olimpici del 1984 (nelle quali segnò 3 reti) e poi a quelli di Seul 1988, dove vinse la Medaglia di bronzo.
Con la Nazionale della Germania Ovest ha partecipato agli Europei francesi del 1984, ed in totale ha disputato 6 incontri con la maglia della Nazionale maggiore.

### Allenatore
Intrapresa la carriera da allenatore, dal 1997 ha guidato il SV Waldhof Mannheim. Dal 1998 è tornato nella sua città, nel Viktoria Aschaffenburg, scendendo anche in campo in alcune occasioni. Dal 2000 ha allenato il Wacker Burghausen, per un breve periodo nel 2004 il Monaco 1860 ed in seguito il Saarbrücken, il Duisburg, per poi tornare al Wacker Burghausen. Dal 2012 allena l'Energie Cottbus, nella Zweite Bundesliga.

## Palmarès

### Giocatore

#### Club
- Coppa di Germania: 2

Fortuna Düsseldorf: 1978-79, 1979-80
- Coppa Piano Karl Rappan: 1

Fortuna Düsseldorf: 1984

#### Nazionale
- Bronzo olimpico: 1

Seul 1988